# Aghavnavank
Aghavnavank (en arménien Աղավնավանք ; anciennement Salah) est une communauté rurale du marz de Tavush, en Arménie. Elle compte 282 habitants en 2008.